# Тысяча и один призрак (повесть)
«День в Фонтене-о-Роз» на русском языке опубликована под названием «Тысяча и один призрак», так же называется и весь сборник.

## Сюжет
Повесть построена в виде диалога нескольких малознакомых друг с другом людей, собравшихся в одном помещении, и по очереди рассказывающих загадочные или даже мистические истории, произошедшие с ними или на их глазах. О привидениях и вампирах, о восставших из земли мертвецах, о родовых проклятиях, о связях с потусторонними силами, о предчувствиях, которые обостряются в минуты смертельной опасности, и о силе неотвратимого рока.